# 카누마 에리
카누마 에리(鹿沼絵里, 1952년 12월 1일 ~)는 일본의 배우이다. 남편은 배우 후루오야 마사토이다.

## 출연

### 영화
- 비밀전대 고레인저

### TV 드라마
1975
- 비밀전대 고레인저

1978
- 스파이더맨

1979
- 배틀 피버 J
- 서부경찰

1981
- 태양전대 선벌컨